# Johann Kaspar Bundschuh
Johann Kaspar Bundschuh, auch Johann Caspar Bundschuh oder Caspar Bundschuh (* 10. August 1753 in Schweinfurt; † 1. Juni 1814 ebenda) war ein deutscher Lehrer, Pfarrer und Schulinspektor.  Er verfasste zahlreiche Schriften, insbesondere über die Region Franken. Sein Geographisches statistisch-topographisches Lexikon von Franken beschreibt die Verhältnisse in Franken um die Wende vom 18. zum 19. Jahrhundert.

## Leben
Seine Berufslaufbahn begann er als Theologe und Lehrer an der Lateinschule in Schweinfurt. 1787 wurde er Professor für hebräische Sprache am dortigen Gymnasium. 1788 taufte er den späteren Dichter Friedrich Rückert. 1797 wurde er Archidiakon und später Direktor der höheren Bildungsanstalt in Schweinfurt. Friedrich Rückert besuchte diese Schule und bekam von Bundschuh ein herausragendes Abschlusszeugnis ausgestellt. Als Bundschuh 1814 starb, war er Oberpfarrer und königlich bayerischer Distriktschulinspektor.

## Schriften (Auswahl)
- Geographisches Statistisch-Topographisches Lexikon von Franken, oder vollständige alphabetische Beschreibung aller im ganzen Fränkischen Kreis liegenden Städte, Klöster, Schlösser, Dörfer, Flekken, Höfe, Berge, Thäler, Flüsse, Seen, merkwürdiger Gegenden u.s.w.; mit genauer Anzeige von deren Ursprung, ehemaligen und jezigen Besizern, Lage, Anzahl und Nahrung der Einwohner, Manufakturen, Fabriken, Viehstand, merkwürdigen Gebäuden, neuen Anstalten, vornehmsten Merkwürdigkeiten etc. etc. 6 Bände. Ulm/Stettin 1799–1804. (Digitalisat bei Franconia-Online).
- Beschreibung der Reichsstadt Schweinfurt. Ein historisch-topographisch-statistischer Versuch. Mit einer Karte. Ulm 1802.
- Versuch einer Historisch-Topographisch-Statistischen Beschreibung der unmittelbaren Freyen Reichs-Ritterschaft in Franken nach seinen sechs Orten. In: Geographisches Statistisch-Topographisches Lexikon von Franken. Band 4: Ni–R. Verlag der Stettinischen Buchhandlung, Ulm 1801, DNB 790364301, OCLC 833753101, S. 1 (Digitalisat).

## Herausgeber (Zeitschriften)

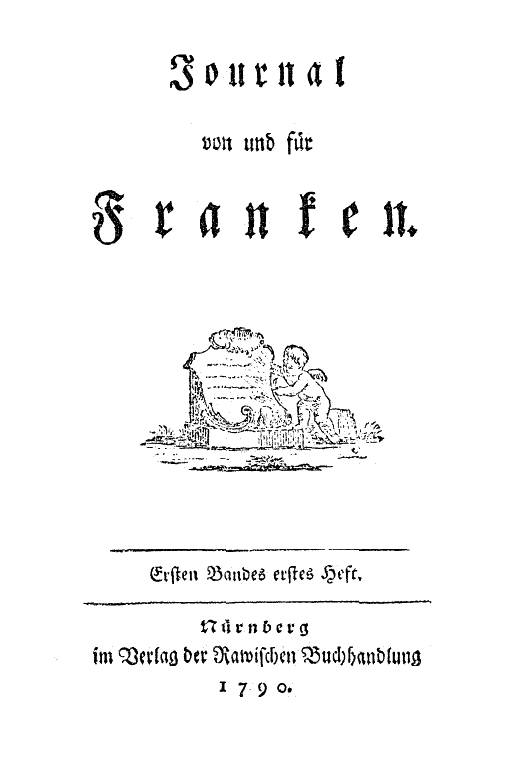

- Journal von und für Franken. Schweinfurt 1790–1793 Digitalisat UB Uni Bielefeld.
- Der fränkische Merkur, oder Unterhaltungen gemeinnützigen Inhalts für die fränkischen Kreislande., Schweinfurt 1794–1800.
- Neuer fränkischer Merkur oder Unterhaltungen gemeinnützigen Inhalts für die Fränkischen Kreislande und ihre Nachbarn. Bayreuth 1800.